# Cascades Browns
Les cascades Browns són unes cascades del rierol Spring (branca sud) situades prop de Killarney, a la Regió de Southern Downs de Queensland, Austràlia.

## Localització i característiques
Les cascades se situen aproximadament 4,5 km a l'est de Killarney, just al nord de la frontera de Queensland / Nova Gal·les del Sud.
L'aigua cau aproximadament des d'una altura de 10 i 15 m, sobre unes columnes de basalt que es troben a la base de les cascades. L'accés a les cascades és possible caminant aproximadament 600 m des de la zona de pícnic de Browns.
A la zona, a prop de Killarney, es poden veure quatre cascades més: les cascades Teviot, les cascades Queen Mary, les cascades Daggs i les cascades Upper Browns.